# 阿什莫爾鎮區 (伊利諾伊州科爾斯)
阿什莫爾鎮區（英語：Ashmore Township）是位於美國伊利諾伊州科爾斯縣的一個行政鎮區。

## 地方資料
根據2010年美國人口普查的數據，阿什莫爾鎮區的面積為139.10平方千米，當中陸地面積為138.30平方千米，而水域面積為0.80平方千米。當地共有人口1326人，而人口密度為每平方千米9.53人。